# مدلین میلر
مدلین میلر (به انگلیسی: Madeline Miller) رمان‌نویس آمریکایی است.
رمان «ترانه آشیل» او در سپتامبر ۲۰۱۱ انتشار یافت و این رمان در مه ۲۰۱۲ برنده جایزه اورنج شد. این رمان داستان عشق میان آشیل و پاتروکلوس در یونان باستان است.

## پیشینه
مدلین میلر در بوستون آمریکا متولد و در شهرهای نیویورک و فیلادلفیا بزرگ شد. او با درجه عالی از دانشگاه براون در رشته ادبیات کلاسیک دانش‌آموخته شد. او همچنین تحصیل کرده مدرسه ییل در رشته نمایشنامه‌نویسی و به ویژه اقتباس مدرن از داستان‌های کلاسیک است. او از زمان دانش‌آموختگی‌اش به تدریس در دبیرستان در رشته لاتین، یونان و شکسپیر پرداخت. او از زمانی که در دبیرستان تحصیل می‌کرد آغاز به نوشتن کرد و طی ۱۰ سال به نوشتن نخستین رمانش «ترانه آشیل» پرداخت.